# David Raum
David Raum (Nuremberg - 22 de abril de 1998) é um futebolista profissional alemão que joga como meio-campista esquerdo ou lateral-esquerdo no clube da Bundesliga, RB Leipzig, e na seleção alemã.[carece de fontes?]

## Carreira no clube

### Greuther Fürth
Nasceu em Nuremberg e começou a jogar futebol no clube local Tuspo Nürnberg aos quatro anos. Aos oito anos, ele foi olhado para a academia de juniores do SpVgg Greuther Fürth na cidade vizinha e progrediu nas equipes juvenis.
Como jogador sub-19, Raum ganhou sua primeira experiência nas seleções principais e fez parte da primeira equipe na temporada 2017–18 2. temporada da Bundesliga . Nas duas primeiras rodadas da DFB-Pokal 2017–18, ele marcou em ambos os jogos,[carece de fontes?] mas não chegou à rodada final com seu time após uma derrota para o FC Ingolstadt . Além disso, Raum fez 20 partidas no segundo maior nível alemão e jogou principalmente como reserva nas temporadas seguintes. Seu contrato, que expiraria em junho de 2020, foi prorrogado com opção por mais um ano em maio de 2020.

### 1899 Hoffenheim
Após a temporada 2020-21, na qual Greuther Fürth foi promovido à Bundesliga, Raum mudou-se para o Hoffenheim de 1899 como agente livre, após ter assinado um pré-contrato com o clube em janeiro de 2021. Ele assinou um contrato de quatro anos com o Die Kraichgauer .

### RB Leipzig
Em 31 de julho de 2022, ingressou no clube da Bundesliga RB Leipzig, em um contrato de cinco anos até 2027.

Ele estreou com a seleção principal da Alemanha na vitória por 6 a 0 nas eliminatórias para a Copa do Mundo da FIFA de 2022 sobre a Armênia em 5 de setembro de 2021.
- Atualizado até match played 9 November 2022[carece de fontes?]

## Títulos
Alemanha Sub-21
- Campeonato Europeu Sub-21: 2021[carece de fontes?]

RB Leipzig
- Copa da Alemanha: 2022–23[carece de fontes?]
- Supercopa da Alemanha: 2023[carece de fontes?]